# ولادیمیر تسالدر
ولادیمیر تسالدر (چکی: Vladimír Caldr؛ زادهٔ ۲۶ نوامبر ۱۹۵۸) بازیکن هاکی روی یخ اهل چکسلواکی بود.